# اللواطي (القبيطة)

تعديل مصدري - تعديل

اللواطي هي إحدى قرى عزلة كرش بمديرية القبيطة التابعة لمحافظة لحج، بلغ تعداد سكانها 121 نسمة حسب تعداد اليمن لعام 2004.